# Головной мозг

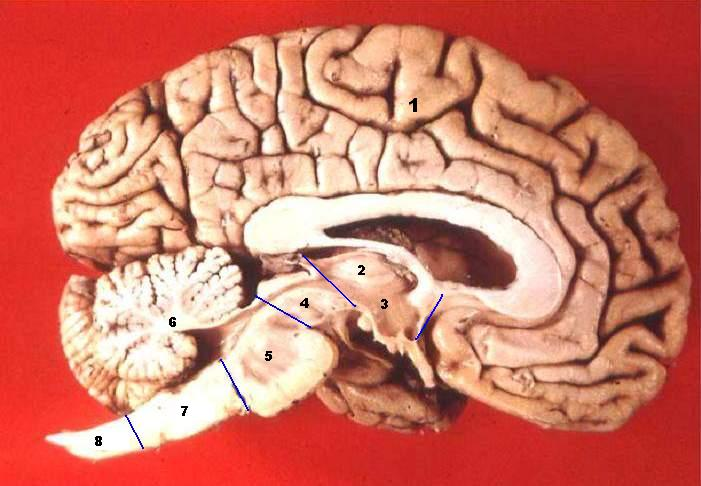
Головной мозг человека:
1. Полушарие большого мозга (конечный мозг)
2. Таламус (промежуточный мозг)
3. Гипоталамус (промежуточный мозг)
4. Средний мозг
5. Мост
6. Мозжечок
7. Продолговатый мозг
8. Спинной мозг

Головно́й мозг (лат. encephalon, др.-греч. ἐγκέφαλος) — главный орган центральной нервной системы подавляющего большинства хордовых, её головной конец; у позвоночных находится внутри черепа.
Взаимодействуя посредством синаптических связей, нейроны формируют сложные электрические импульсы, которые контролируют деятельность всего организма.
Несмотря на значительный прогресс в изучении головного мозга в последние годы, многое в его работе до сих пор остаётся загадкой. Функционирование отдельных клеток достаточно хорошо объяснено, однако понимание того, как в результате взаимодействия тысяч и миллионов нейронов мозг функционирует как целое, доступно лишь в очень упрощённом виде и требует дальнейших глубоких исследований.

## Головной мозг как орган позвоночных

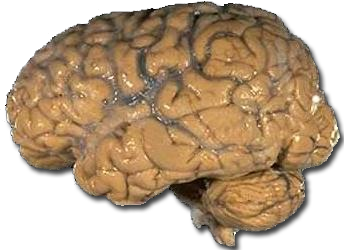
Головной мозг человека (фиксированный в формалине)

Головной мозг — главный отдел ЦНС. Говорить о наличии головного мозга в строгом смысле можно только применительно к позвоночным, начиная с рыб. Однако несколько вольно этот термин используют для обозначения аналогичных структур у высокоорганизованных беспозвоночных — так, у насекомых «головным мозгом» называют иногда скопление ганглиев окологлоточного нервного кольца. При описании более примитивных организмов говорят о головных ганглиях, а не о мозге.
Отношение массы головного мозга к массе тела составляет у современных хрящевых рыб 0,06—0,44 %, у костных рыб 0,02—0,94 %, у хвостатых земноводных 0,29—0,36 %, у бесхвостых 0,50—0,73 %. У млекопитающих этот показатель значительно больше: у крупных китообразных 0,3 %; у мелких китообразных — 1,7 %; у приматов 0,6—1,9 %. У человека отношение массы головного мозга к массе тела в среднем равно 2 %.
Наиболее крупные размеры имеет головной мозг млекопитающих отрядов хоботных и приматов и инфраотряда китообразных. Наиболее сложным и функциональным мозгом считается мозг человека разумного.
Средние значения массы головного мозга у различных живых существ приведены в таблице.
| Группа                | Масса мозга, г |
| --------------------- | -------------- |
| Кашалот               | 7800           |
| Финвал                | 6930           |
| Слон                  | 4783           |
| Косатка               | 5620           |
| Горбатый кит          | 4675           |
| Серый кит             | 4317           |
| Гренландский кит      | 2738           |
| Гринда                | 2670           |
| Бутылконосый дельфин  | 1500—1600      |
| Взрослый человек      | 1300—1400      |
| Морж                  | 1020—1126      |
| Питекантроп           | 850—1000       |
| Верблюд               | 762            |
| Жираф                 | 680            |
| Бегемот               | 582            |
| Морской леопард       | 542            |
| Лошадь                | 532            |
| Горилла               | 465—540        |
| Белый медведь         | 498            |
| Корова                | 425—458        |
| Шимпанзе              | 420            |
| Новорождённый человек | 350—400        |

| Группа                     | Масса мозга, г |
| -------------------------- | -------------- |
| Орангутан                  | 370            |
| Калифорнийский морской лев | 363            |
| Ламантин                   | 360            |
| Тигр                       | 263,5          |
| Лев                        | 240            |
| Гризли                     | 234            |
| Свинья                     | 180            |
| Ягуар                      | 157            |
| Овца                       | 140            |
| Павиан                     | 137            |
| Макак-резус                | 90—97          |
| Собака (бигль)             | 72             |
| Трубкозуб                  | 72             |
| Бобр                       | 45             |
| Большая белая акула        | 34             |
| Усатая акула-нянька        | 32             |
| Кошка                      | 30             |
| Дикобраз                   | 25             |
| Беличья обезьяна           | 22             |
| Сурок                      | 17             |
| Кролик                     | 10—13          |
| Утконос                    | 9              |

| Группа                | Масса мозга, г |
| --------------------- | -------------- |
| Аллигатор             | 8,4            |
| Белка                 | 7,6            |
| Опоссум               | 6              |
| Шерстокрыл            | 6              |
| Муравьед              | 4,4            |
| Морская свинка        | 4              |
| Обыкновенный фазан    | 4,0            |
| Ёж                    | 3,35           |
| Тупайя                | 3              |
| Броненосец            | 2,5            |
| Сова                  | 2,2            |
| Крыса (массой 400 г)  | 2              |
| Серая куропатка       | 1,9            |
| Хомяк                 | 1,4            |
| Прыгунчик             | 1,3            |
| Воробей               | 1,0            |
| Европейская перепёлка | 0,9            |
| Черепаха              | 0,3—0,7        |
| Лягушка-бык           | 0,24           |
| Гадюка                | 0,1            |
| Золотая рыбка         | 0,097          |
| Зелёная ящерица       | 0,08           |

## Ткани мозга
Головной мозг заключен в прочную оболочку черепа (за исключением простых организмов). Кроме того, он покрыт оболочками (лат. meninges) из соединительной ткани — твёрдой (лат. dura mater) и мягкой (лат. pia mater), между которыми расположена паутинная (лат. arachnoidea) оболочка. Между оболочками и поверхностью головного и спинного мозга расположена цереброспинальная (часто её называют спинномозговая) жидкость — ликвор (лат. liquor). Цереброспинальная жидкость также содержится в желудочках головного мозга. Избыток этой жидкости называется гидроцефалией. Гидроцефалия бывает врождённой (чаще) и приобретённой.
Головной мозг высших позвоночных организмов состоит из ряда структур: коры больших полушарий, базальных ганглиев, таламуса, мозжечка, ствола мозга. Эти структуры соединены между собой нервными волокнами (проводящие пути). Часть мозга, состоящая преимущественно из клеток, называется серым веществом, из нервных волокон — белым веществом. Белый цвет — это цвет миелина, вещества, покрывающего волокна. Демиелинизация волокон приводит к тяжелым нарушениям в головном мозге (рассеянный склероз).

## Клетки мозга
Клетки мозга включают нейроны (клетки, генерирующие и передающие нервные импульсы) и глиальные клетки, выполняющие важные дополнительные функции. Можно считать, что нейроны являются паренхимой мозга, а глиальные клетки — стромой. Различают афферентные нейроны (чувствительные нейроны), эфферентные нейроны (часть из них называется двигательными нейронами, иногда это не очень точное название распространяется на всю группу эфферентов) и интернейроны (вставочные нейроны).
Коммуникация между нейронами происходит посредством синаптической передачи. Каждый нейрон имеет длинный отросток, называемый аксоном, по которому он передает импульсы другим нейронам. Аксон разветвляется и в месте контакта с другими нейронами образует синапсы — на теле нейронов и дендритах (коротких отростках). Значительно реже встречаются аксо-аксональные и дендро-дендритические синапсы. Таким образом, один нейрон принимает сигналы от многих нейронов и, в свою очередь, посылает импульсы ко многим другим.
В большинстве синапсов передача сигнала осуществляется химическим путём — посредством нейромедиаторов. Медиаторы действуют на постсинаптические клетки, связываясь с мембранными рецепторами, для которых они являются специфическими лигандами. Рецепторы могут быть лиганд-зависимыми ионными каналами, их называют ещё ионотропными рецепторами, или могут быть связаны с системами внутриклеточных вторичных посредников (такие рецепторы называют метаботропными). Токи ионотропных рецепторов непосредственно изменяют заряд клеточной мембраны, что ведёт к её возбуждению или торможению. Примерами ионотропных рецепторов могут служить рецепторы к ГАМК (тормозной, представляет собой хлоридный канал), или глутамату (возбуждающий, натриевый канал). Примеры метаботропных рецепторов — мускариновый рецептор к ацетилхолину, рецепторы к норадреналину, эндорфинам, серотонину. Поскольку действие ионотропных рецепторов непосредственно ведёт к торможению или возбуждению, их эффекты развиваются быстрее, чем в случае метаботропных рецепторов (1—2 миллисекунды против 50 миллисекунд — нескольких минут).
Форма и размеры нейронов головного мозга очень разнообразны, в каждом его отделе — разные типы клеток. Различают принципиальные нейроны, аксоны которых передают импульсы другим отделам, и интернейроны, осуществляющие коммуникацию внутри каждого отдела. Примерами принципиальных нейронов являются пирамидные клетки коры больших полушарий и клетки Пуркинье мозжечка. Примерами интернейронов являются корзиночные клетки коры.
Активность нейронов в некоторых отделах головного мозга может модулироваться также гормонами.
В результате совместных исследований, проведённых в 2006 году, учёные из университетов Окленда (Новая Зеландия) и Гётеборга (Швеция) выяснили, что благодаря деятельности стволовых клеток человеческий мозг способен воспроизводить новые нейроны. Исследователи обнаружили, что в отделе мозга человека, который отвечает за обоняние, из клеток-предшественниц образуются зрелые нейроны.
Стволовые клетки, находящиеся в мозге, перестают делиться, происходит реактивация некоторых участков хромосом, начинают складываться специфические для нейронов структуры и соединения. С этого времени клетку можно считать полноценным нейроном.

## Кровоснабжение
Функционирование нейронов мозга требует значительных затрат энергии, которую мозг получает через сеть кровоснабжения. Головной мозг снабжается кровью из бассейна трёх крупных артерий — двух внутренних сонных артерий (лат. a. carotis interna) и основной артерии (лат. a. basilaris). В полости черепа внутренняя сонная артерия имеет продолжение в виде передней и средней мозговых артерий (лат. aa. cerebri anterior et media). Основная артерия находится на вентральной поверхности ствола мозга и образована слиянием правой и левой позвоночных артерий. Её ветвями являются задние мозговые артерии. Перечисленные три пары артерий (передняя, средняя, задняя), анастомозируя между собой, образуют артериальный (виллизиев) круг. Для этого передние мозговые артерии соединяются между собой передней соединительной артерией (лат. a. communicans anterior), а между внутренней сонной (или, иногда средней мозговой) и задней мозговыми артериями, с каждой стороны, имеется задняя соединительная артерия (лат. aa.communicans posterior). Отсутствие анастомозов между артериями становится заметным при развитии сосудистой патологии (инсультов), когда из-за отсутствия замкнутого круга кровоснабжения область поражения увеличивается. Кроме того, возможны многочисленные варианты строения (разомкнутый круг, нетипичное деление сосудов с формированием трифуркации и другие). Если активность нейронов в одном из отделов усиливается, увеличивается и кровоснабжение этой области. Регистрировать изменения функциональной активности отдельных участков головного мозга позволяют такие методы неинвазивной нейровизуализации, как функциональная магнитно-резонансная томография и позитрон-эмиссионная томография.
Между кровью и тканями мозга имеется гематоэнцефалический барьер, который обеспечивает избирательную проницаемость веществ, находящихся в сосудистом русле, в церебральную ткань. В некоторых участках мозга этот барьер отсутствует (гипоталамическая область) или отличается от других частей, что связано с наличием специфических рецепторов и нейроэндокринных образований. Этот барьер защищает мозг от многих видов инфекции. В то же время многие лекарственные препараты, эффективные в других органах, не могут проникнуть в мозг через барьер.
При массе, составляющей около 2 % от общей массы тела, мозг взрослого человека потребляет 15 % объёма циркулирующей крови, используя 50 % глюкозы, вырабатываемой печенью и поступающей в кровь.

## Функции
Функции мозга включают обработку сенсорной информации, поступающей от органов чувств, планирование, принятие решений, координацию, управление движениями, эмоции, внимание, память. Мозг человека выполняет высшие психические функции, в том числе мышление. Одной из функций мозга человека является восприятие и генерация речи.

## Отделы мозга человека

Основные отделы головного мозга человека
- Ромбовидный (задний) мозг
  - продолговатый мозг
  - задний (собственно задний)
    - мост (содержит главным образом проекционные нервные волокна и группы нейронов, является промежуточным звеном контроля мозжечка)
    - мозжечок (состоит из червя и полушарий, на поверхности мозжечка нервные клетки образуют кору)

Полостью ромбовидного мозга является IV желудочек (на дне его имеются отверстия, которые соединяют его с другими тремя желудочками мозга, а также с субарахноидальным пространством).
- средний мозг
  - четверохолмие
  - полость среднего мозга — водопровод мозга (Сильвиев водопровод)
  - ножки мозга
- передний мозг состоит из промежуточного и конечного мозга.
  - промежуточный (через этот отдел происходит переключение всей информации, которая идет из низлежащих отделов мозга в большие полушария). Полостью промежуточного мозга является III желудочек.
    - таламус
    - эпиталамус
      - эпифиз
      - поводок
      - серая полоска

    - гипоталамус (центр вегетативной нервной системы)
      - гипофиз
      - воронка гипофиза
      - серый бугор
      - сосцевидные тела

  - конечный
    - плащ (кора)
    - базальные ядра (стриатум)
      - хвостатое ядро
      - чечевицеобразное ядро
      - ограда
      - миндалевидное тело

    - «обонятельный мозг»
      - обонятельная луковица (проходит обонятельный нерв)
      - обонятельный тракт
      - полость конечного мозга — боковые (I и II желудочки)

Поток сигналов к головному мозгу и от него осуществляется через спинной мозг, управляющий телом, и через черепные нервы. Сенсорные (или афферентные) сигналы поступают от органов чувств в подкорковые (то есть предшествующие коре полушарий) ядра, затем в таламус, а оттуда в высший отдел — кору больших полушарий.
Кора состоит из двух полушарий, соединённых между собой пучком нервных волокон — мозолистым телом (corpus callosum). Левое полушарие ответственно за правую половину тела, правое — за левую. У человека правое и левое полушарие имеют разные функции.
Зрительные сигналы поступают в зрительный отдел коры (в затылочной доле), тактильные в соматосенсорную кору (в теменной доле), обонятельные — в обонятельную кору и т. д. В ассоциативных же областях коры происходит интеграция сенсорных сигналов разных типов (модальностей).
Моторные области коры (первичная моторная кора и другие области лобных долей) ответственны за регуляцию движений.
Префронтальная кора (развитая у приматов) предположительно отвечает за мыслительные функции.
Области коры взаимодействуют между собой и с подкорковыми структурами — таламусом, базальными ганглиями, ядрами ствола мозга и спинным мозгом. Каждая из этих структур, хоть и более низкая по иерархии, выполняет важную функцию, а также может действовать автономно. Так, в управлении движениями задействованы базальные ганглии, красное ядро ствола мозга, мозжечок и другие структуры, в эмоциях — амигдала, в управлении вниманием — ретикулярная формация, в краткосрочной памяти — гиппокамп.
С одной стороны, существует локализация функций в отделах головного мозга, с другой — все они соединены в единую сеть.
В головной мозг входят сеть пассивного режима работы мозга (дефолтная нейронная сеть) и сети оперативного решения задач.

## Эмбриональное развитие

Мозг четырёхнедельного эмбриона

Эмбриональное развитие мозга является одним из ключей к пониманию его строения и функций.
Головной мозг развивается из ростральной части нервной трубки. Бо́льшая часть головного мозга (95 %) является производной крыловидной пластинки.
Эмбриогенез мозга проходит через несколько стадий.
- Стадия трёх мозговых пузырей — у человека в начале четвёртой недели внутриутробного развития ростральный конец нервной трубки формирует три пузыря: Prosencephalon (передний мозг), Mesencephalon (средний мозг), Rhombencephalon (ромбовидный мозг, или первичный задний мозг).
- Стадия пяти мозговых пузырей — у человека в начале девятой недели внутриутробного развития Prosencephalon окончательно делится на Telencephalon (конечный мозг) и Diencephalon (промежуточный мозг), Mesencephalon сохраняется, а Rhombencephalon делится на Metencephalon (задний мозг) и Myelencephalon (продолговатый мозг).

В процессе формирования второй стадии (с третьей по седьмую неделю развития) головной мозг человека приобретает три изгиба: среднемозговой, шейный и мостовой. Сначала одновременно и в одном направлении формируются среднемозговой и мостовый изгибы, потом — и в противоположном направлении — шейный. В итоге линейный мозг зигзагообразно «складывается».
При развитии мозга человека можно отметить определённое сходство филогенеза и онтогенеза. В процессе эволюции животного мира первым сформировался конечный мозг, а затем — средний мозг. Передний мозг является эволюционно более новым образованием головного мозга. Также и во внутриутробном развитии ребёнка сначала формируется задний мозг как самая эволюционно древняя часть мозга, а затем — средний мозг и потом — передний мозг. После рождения с младенческого возраста до совершеннолетия происходит организационное усложнение нейронных связей в мозге.

## Методы исследования

### Абляции
Одним из старейших методов исследования мозга является методика абляций, которая состоит в том, что один из отделов мозга удаляется, и ученые наблюдают за изменениями, к которым приводит такая операция.
Не всякую область мозга можно удалить, не убив организм. Так, многие отделы ствола мозга ответственны за жизненно важные функции, такие, как дыхание, и их поражение может вызвать немедленную смерть. Тем не менее, поражение многих отделов, хотя и отражается на жизнеспособности организма, несмертельно. Это, например, относится к областям коры больших полушарий. Обширный инсульт вызывает паралич или потерю речи, но организм продолжает жить. Вегетативное состояние, при котором большая часть мозга мертва, можно поддерживать за счет искусственного питания.
Исследования с применением абляций имеют давнюю историю и продолжаются в настоящее время. Если ученые прошлого удаляли области мозга хирургическим путём, то современные исследователи используют токсические вещества, избирательно поражающие ткани мозга (например, клетки в определённой области, но не проходящие через её нервные волокна).
После удаления отдела мозга какие-то функции теряются, а какие-то сохраняются. Например, кошка, мозг которой рассечён выше таламуса, сохраняет многие позные реакции и спинномозговые рефлексы. Животное, мозг которого рассечён на уровне ствола мозга (децеребрированное), поддерживает тонус мышц-разгибателей, но утрачивает позные рефлексы.
Проводятся наблюдения и за людьми с поражениями мозговых структур. Так, богатую информацию для исследователей дали случаи огнестрельных ранений головы во время Второй мировой войны. Также проводятся исследования больных, поражённых инсультом, и с поражениями мозга в результате травмы.

### Транскраниальная магнитная стимуляция
Транскраниальная магнитная стимуляция, — способ, позволяющий без прикосновений стимулировать кору головного мозга при помощи коротких магнитных импульсов. ТМС не сопряжена с болевыми ощущениями и поэтому может применяться в качестве диагностической процедуры в амбулаторных условиях. Магнитный импульс, генерируемый ТМС, представляет собой быстро меняющееся во времени магнитное поле, которое продуцируется вокруг электромагнитной катушки во время прохождения в ней тока высокого напряжения после разряда мощного конденсатора (магнитного стимулятора). Магнитные стимуляторы, используемые сегодня в медицине, способны генерировать магнитное поле интенсивностью до 2 Тесла, что позволяет стимулировать элементы коры головного мозга на глубине до 2 см. В зависимости от конфигурации электромагнитной катушки, ТМС может активировать различные по площади участки коры, то есть быть либо 1) фокальным, что дает возможность избирательно стимулировать небольшие области коры, либо 2) диффузным, что позволяет одновременно стимулировать разные отделы коры.
При стимуляции моторной зоны коры головного мозга ТМС вызывает сокращение определённых периферических мышц в соответствии с их топографическим представительством в коре. Метод позволяет производить оценку возбудимости моторной системы головного мозга, включая её возбуждающие и тормозные компоненты. ТМС используется при лечении заболеваний мозга, таких, как синдром Альцгеймера, изучении слепоты, глухоты, эпилепсии и т. п.

### Электрофизиология
Электрофизиологи регистрируют электрическую активность мозга — с помощью тонких электродов, позволяющих записывать разряды отдельных нейронов, или с помощью электроэнцефалографии (методики отведения потенциалов мозга с поверхности головы).
Тонкий электрод может быть сделан из металла (покрытого изоляционным материалом, обнажающим лишь острый кончик) или из стекла. Стеклянный микроэлектрод представляет собой тонкую трубочку, заполненную внутри солевым раствором. Электрод может быть настолько тонок, что проникает внутрь клетки и позволяет записывать внутриклеточные потенциалы. Другой способ регистрации активности нейронов, внеклеточный — регистрация отдельных нейронов.
В некоторых случаях тонкие электроды (от одного до нескольких сотен) вживляются в мозг, и исследователи регистрируют активность продолжительное время. В других случаях электрод вводится в мозг только на время эксперимента, а по окончании записи извлекается.
С помощью тонкого электрода можно регистрировать как активность отдельных нейронов, так и локальные потенциалы (local field potentials), образующиеся в результате активности многих сотен нейронов. С помощью ЭЭГ электродов, а также поверхностных электродов, накладываемых непосредственно на мозг, можно регистрировать только глобальную активность большого количества нейронов. Полагают, что регистрируемая таким образом активность складывается как из нейронных потенциалов действия (то есть нейронных импульсов), так и подпороговых деполяризаций и гиперполяризаций.
При анализе потенциалов мозга часто производят их спектральный анализ, причём разные компоненты спектра имеют разные названия: дельта (0,5—4 Гц), тета 1 (4—6 Гц), тета 2 (6—8 Гц), альфа (8—13 Гц), бета 1 (13—20 Гц), бета 2 (20—40 Гц), гамма-волны (включает частоту бета 2 ритма и выше).

### Электрическая стимуляция
Одним из методов изучения функций мозга является электрическая стимуляция отдельных областей. С помощью этого метода был, например, исследован «моторный гомункулус» — было показано, что, стимулируя определённые точки в моторной коре, можно вызвать движение руки, стимулируя другие точки — движения ног и т. д. Полученную таким образом карту и называют гомункулусом. Разные части тела представлены различающимися по размеру участками коры мозга. Поэтому у гомункулуса большое лицо, большие пальцы и ладони, но маленькие туловище и ноги.
Если же стимулировать сенсорные области мозга, то можно вызвать ощущения. Это было показано как на человеке (в знаменитых опытах Пенфилда), так и на животных.
Применяется электрическая стимуляция и в медицине — от электрошока, показанного во многих кинофильмах об ужасах психиатрических клиник, до стимуляции структур в глубине мозга, ставшей популярным методом лечения болезни Паркинсона.

### Другие методики
Для исследования анатомических структур головного мозга применяются рентгеновская КТ и МРТ. Также при анатомо-функциональных исследованиях головного мозга применяются ПЭТ, однофотонная эмиссионная компьютерная томография (ОФЭКТ), функциональная МРТ. Возможна визуализация структур головного мозга методом ультразвуковой диагностики (УЗИ) при наличии ультразвукового «окна» — дефекта черепных костей, например, большой родничок у детей раннего возраста.

## Поражения и заболевания
Изучение и лечение поражений и заболеваний мозга относится к ведению биологии и медицины (нейрофизиология, неврология, нейрохирургия, психиатрия).
Воспаление мозговых оболочек называется менингитом (соответственно трём оболочкам — пахименингит, лептоменингит и арахноидит).
Ишемическое или геморрагическое повреждение вещества головного мозга называется инсультом.
Заболевания головного мозга классифицируются в разделах Международной статистической классификации болезней и проблем, связанных со здоровьем (англ. International Statistical Classification of Diseases and Related Health Problems).
Существуют злокачественные новообразования головного мозга, такие как глиобластома, астроцитома, олигодендроглиома.